# 佐々木實雄
佐々木 實雄（ささき みつお、1946年 - ）は、日本の経済学者。日本大学商学部教授、同大学院商学研究科教授。経済社会学会会長。

## 来歴
- 1969年、早稲田大学政治経済学部経済学科を卒業。1979年、同大学大学院経済学研究科理論経済学・経済史専攻博士課程を単位取得満期退学。取得学位は経済学修士（早稲田大学）。
- 玉川大学文学部助教授、八千代国際大学経済学部教授を務めたのち、日本大学商学部教授に着任。流通システム、流通政策などの講義を担当。また、同大学大学院商学研究科の教授にも着任し、商業政策特殊講義、産業政策特殊講義、商業政策特殊研究を担当している。

## 研究分野
- マクロ・マーケティング
- 経済政策
- 商学
- 社会学
- 経済社会学
- 応用経済学
- 産業組織論

## 研究テーマ
- 市場取引の社会的メカニズム（2001年～2010年）
- 流通の社会的メカニズムに関する調査

## 所属学会
- 経済社会学会（会長）
- 日本商業学会
- 日本グローバル・マーケティング学会
- アメリカ・マーケティング協会

## 著書

### 収録
- 「第5章 W/R比率と集中度からみる主要国の流通構造」(pp.109-145)、「第6章-Ⅱ-4 ドイツ」(pp.161-167)（田島義博・宮下正房[編]『流通の国際比較』有斐閣、1985年5月30日。）
- 「<書評>W. A. ヨェール著『現代の失業』」（経済社会学会[編]『経済社会学会年報Ⅹ 経済と文化―国際比較に向けて―』現代書館、1988年9月。 ）
- 「<書評>J. シガードソン & A. アンダーソン著『日本の科学技術』（第2版）」(pp.255-260)（経済社会学会[編]『経済社会学会年報;13 日本の経済社会は特異か』現代書館、1991年9月28日。）
- 「第7章 垂直的取引制限と流通系列化―市場閉鎖性の制度分析―」(pp.143-167)（植草益[編]『日本の産業組織―理論と実証のフロンティア―』有斐閣、1995年5月30日。）

#### 翻訳
- E. ウィストリッチ／箱木眞澄・香川敏幸[監訳]『欧州合衆国の誕生―市場統合をこえて』文眞堂、1992年3月10日。
  - 原書名：Ernest Wistrich(1990), After 1992: The United States of Europe, Routledge.

## 執筆論文
- 「環境問題と競争政策の対応」公正取引研究協会『公正取引』2000年11月号、通巻601号、pp.8-11、2000年。
- 「社会システムとしてのユニバーサルデザイン」経済社会学会『経済社会学会年報』第23集、pp.13-19、2001年。
- 「マーケティングとソーシャル・キャピタル」日本計画行政学会『計画行政』第28巻第4号（通巻85号）「ソーシャル・キャピタルと市民社会のガバナンス」、pp.23-28、2005年。
- 「異文化間マーケティング序説―『提示されないもの』へのポストモダン・アプローチ―」日本大学商学部商学研究所『商学研究』第22号、pp.1-12、2006年。（鄭舜玉と共稿）
- "Technology Marketing in Asian Culture", International Journal of Technology Intelligence and Planning, Vol.2, No.2, pp.178-185,2006年。（鄭舜玉(Soonok Jung)と共稿）
- 「Glocal Marketing Based on Social Capital and Cultural Identity」日本大学商学研究会『商学集志』第76巻第4号、pp.35-40、2007年。（鄭舜玉(Soonok Jung)と共稿）
- 「コンビニエンスストアの孤独な群衆：都市生活に潜む社会資本の影」経済社会学会『経済社会学会年報』第24集、pp.247-248、2007年
- 「価値を創造するソーシャル・キャピタル：マクロマーケティング・マニフェスト」日本大学大学院商学研究会『商学論叢』新装第1巻第1号、pp.61-70、2008年。（鄭舜玉と共稿）
- "Immigrant Business: How did Japanese immigrants start their settlements in the U.S.?", Marketing Conference Newsletter, Fall 2009, pp.1-2,2009年
- 「ハビトゥスの消費者文化理論（CCT）分析」経済社会学会『経済社会学会年報』第32集、pp.137-138、2010年。
- 「ファッション・マーケティング序説」日本大学大学院商学研究会『商学論叢』新装第4巻第1号（通巻第39号）、pp. 、2011年。